# 마리나 로샤역
마리나 로샤 역(러시아어: Марьина Роща)은 모스크바 지하철 류블린스코 드미트롭스카야 선의 역이다. 2010년 6월 19일에 개장했다.

## 역사
마리나 로샤 역은 2010년 6월 19일에 개통되었으며, 2016년까지 이 노선의 북쪽 종착역이었다.

## 지리
역은 모스크바의 마리나 로샤 구역에 위치하고, 시내 북쪽에 있다.

## 구조
1면 2선 섬식 승강장의 구조이고, 지하 역사이다. 역 북쪽에는 열차 회차 시설이 존재한다. 피크 시간을 기준으로 1시간 운행되었을 때 주로 회차가 실시되고, 야간 주박에도 사용된다.

## 계획
2022년까지 볼샤야 콜체바야 선으로의 환승이 계획되어 있다.